# Temora longicornis
Temora longicornis é uma espécie de crustáceo, um copépode marinho da família Temoridae. Foi descrita pela primeira vez pelo zoólogo dinamarquês Otto Friedrich Müller em 1785. Os espécimes adultos medem cerca de 1 mm.

## Distribuição e habitat
A espécie é encontrada em ambientes marítimos em ambos os lados do Oceano Atlântico. Na América do Norte, sua distribuição vai da Flórida ao Cabo Cod. Em alguns anos, é o calanóide mais comum no meio de sua zona de distribuição durante o inverno e a primavera, e às vezes no Estuário de Long Island durante o verão e o outono. A espécie tende a ser mais abundante em costas de mar aberto do que em estuários.

## Ecologia
T. longicornis realiza migrações verticais diárias para evitar predadores, passando o dia próximos ao fundo do mar e a noite próximos à superfície. Machos se locomovem com mais velocidade do que as fêmeas, e rastreamento 3D revelou que eles são capazes de seguir uma trilha detectável deixada para trás pelas fêmeas, embora às vezes a sigam na direção contrária.
Este copépode é um onívoro, alimentando-se principalmente de diatomáceas e também de fitoplâncton. Os principais predadores do T. longicornis no Atlântico noroeste são os peixes da família Ammodytidae. Além disso, durante o outono no Mar Báltico (quando esse copépode está em seu maior número populacional) a espécie compõe uma parte importante da dieta dos arenques e espadilhas.
Os ovos da espécie normalmente flutuam até a superfície antes de eclodirem, e as larvas se movem em direção ao fundo a cada ecdise sucessiva. Ás vezes, os ovos da espécie permanecem em diapausa durante o verão no Estuário de Long Island. Quando isso ocorre, há uma diminuição no volume de zooplâncton naquele ano, enquanto os ovos permanecem enterrados no sedimento por certo tempo. No Mar do Norte, esse período de dormência ocorre no inverno.